# كينتو سوغينو
كينتو سوغينو (باليابانية: 杉野 健斗) (25 فبراير 1992 في غيفو في اليابان – )؛ هو لاعب كرة قدم ياباني سابق كان يلعب كمدافع.

## وصلات خارجية
- كينتو سوغينو على موقع رابطة كرة القدم اليابانية للمحترفين (اليابانية)